# Замок Чурилів (Муровані Курилівці)
Замок Чурилів — замок, залишки якого розташовані в Мурованих Курилівцях.

## Історія
Замок належав значній подільській родині Чурилів, спочатку поселення з замком називалося Чуриловці, пізніше Курилівці і ще пізніше Муровані Куриловці. Наприкінці 18 ст. замок належав родині Коссаковських, після поділу краю Катерина ІІ віддала замок родині Комарів.
Знаходився на шляху з Кам'янця-Подільського до Могилева-Подільського. Тут пізніше Дельфін Комар заклав палац з колонадою.
З давніх замкових споруд повністю зберігся кам'яний ескарп XVI ст. бастіонного замку (включає підземні склепінчасті каземати) — з північного, східного та південного боків. Із західного, напільного, боку збереглися підвалини та залишки колишнього замкового муру. Стіни і величезний замок були збудовані циклопічною кладкою (без жодного розчину). В цілому краї нема більше жодної подібної будови.